# Villa Foscari

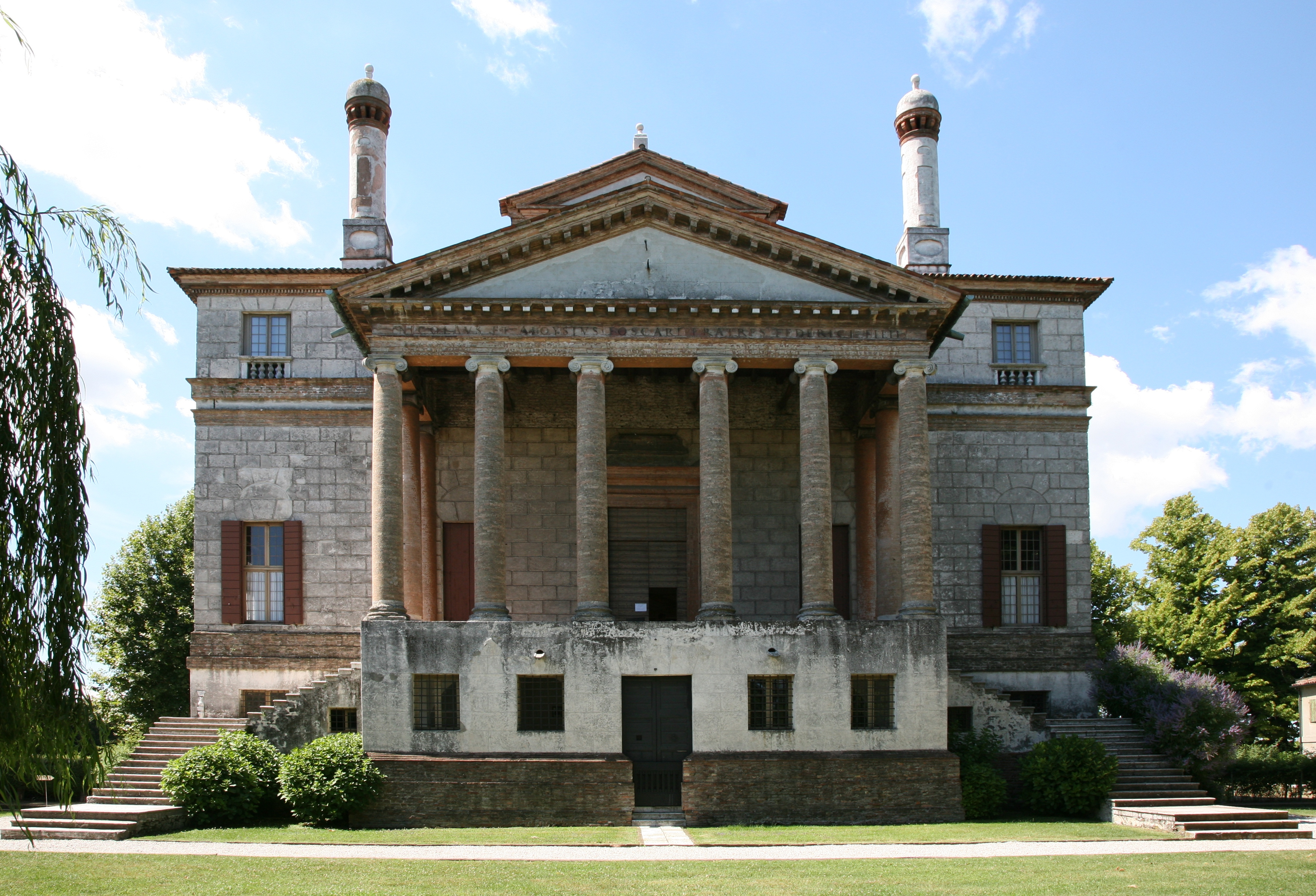
Villa Foscari genannt La Malcontenta am Brenta-Kanal

Villa Foscari genannt La Malcontenta ist der Name einer in Mira an einem der Mündungskanäle des Brenta gelegenen Villa. Sie wurde zwischen 1550 und 1560 nach Plänen des italienischen Architekten Andrea Palladio erbaut und gehört zu den bedeutendsten Sehenswürdigkeiten im Umland von Venedig.

## Lage
Der Brenta-Kanal, an dem die Villa liegt, war früher eine wichtige Verkehrsverbindung zwischen Padua, der Universität der Lagunenstadt, und der Stadt Venedig. Der Reisende auf dem Weg nach Fusina empfand die Villen am Brenta-Fluss als einen Vorort Venedigs. Die Lage machte die Villa von Venedig per Schiff leicht erreichbar.

## Geschichte

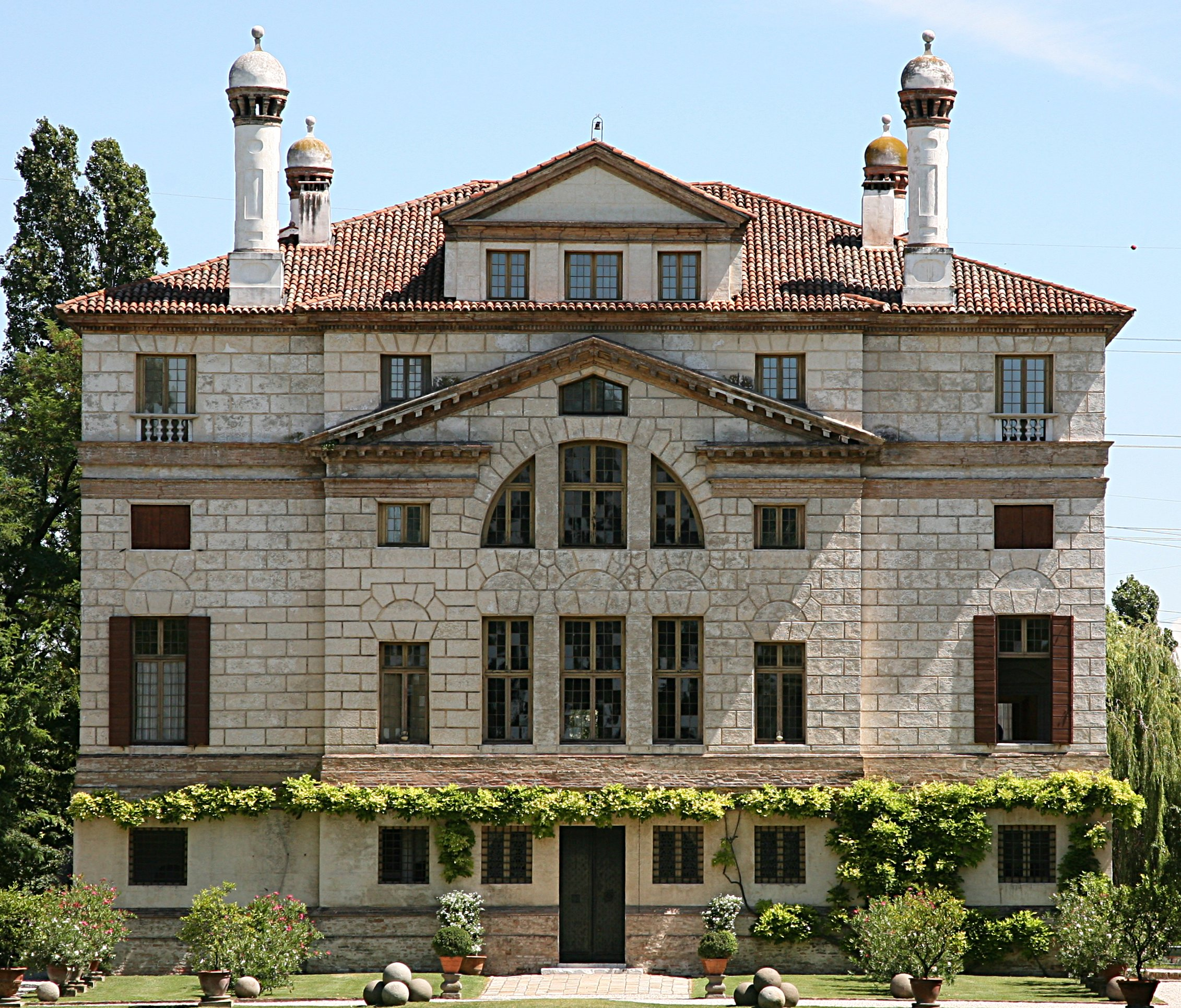
Villa Foscari Gartenseite

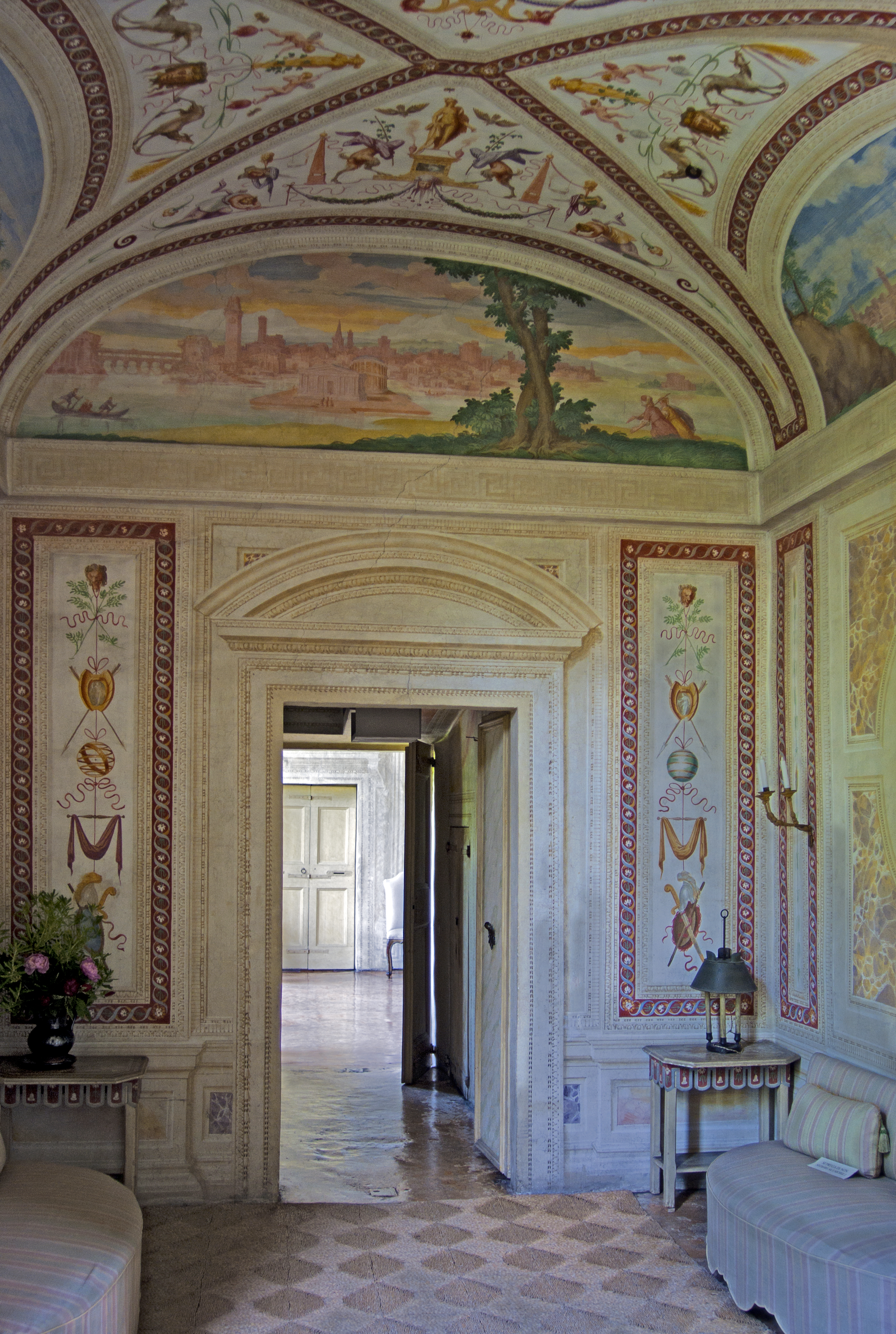

Die Malcontenta ist eine der repräsentativen Villen, die seit dem 15. Jahrhundert im Zuge der von der Republik Venedig betriebenen Terraferma-Politik im östlichen Oberitalien von Familien des Patriziats von Venedig erbaut wurden. Die beiden Auftraggeber, die Brüder Nicolò und Alvise Foscari, im Fries genannt, entstammten einer der mächtigsten Familien der Stadt, die mit Francesco Foscari († 1457) einen der großen Dogen und Kriegshelden der Republik gestellt hatte. Um 1550 hatten sie von den Prokuratoren von San Marco die ehemaligen Grundstücke der Patrizierfamilie Valier ersteigert, die noch früher der nahegelegenen Abtei Sant’Ilario gehört hatten. In den folgenden Jahrzehnten dehnten sie den Besitz durch weitere Zukäufe aus.
Die Villa wurde sowohl für repräsentative als auch ökonomische Zwecke erbaut. Wie alle venezianischen Villen der Terraferma war sie ursprünglich mit Ställen, Gesinde- und Wirtschaftsbauten, Mauern und Toren und sogar mit einer eigenen kleinen Kirche ausgestattet. Erhalten ist nur das Herrschaftsgebäude, das mit seiner jetzt in einem weitläufigen Park isolierten Lage nicht mehr den ursprünglichen Absichten von Architekt und Auftraggebern entspricht.
Von Venedig bequem auf dem Wasserweg zu erreichen, fanden sich hier bedeutende Gäste ein wie 1566 der Architekt Giorgio Vasari und 1574 der französische König Heinrich III. Durch Sondergenehmigung von der Schmuckverordnung befreit, trugen die vornehmen Venezianerinnen bei solchen Staatsbesuchen Juwelen, Spitzen und Roben von derartiger Pracht, dass der dänische König Friedrich IV. 1709 die venezianische Porträtistin Rosalba Carriera beauftragte, die Schönheiten in Miniaturen zur Erinnerung festzuhalten.
Im frühen 19. Jahrhundert war der Palast unbewohnt. In den folgenden Jahrzehnten zerfielen die umgebenden Gebäude zu Trümmern und während der Aufstände von 1848 wurden die Nebengebäude von den Österreichern abgerissen. Die Villa besaß keine Türen und Fenster mehr und wurde als landwirtschaftliches Lagerhaus benutzt, der vormals freie Blick über den Fluss war beeinträchtigt durch die Eisenbahnlinie Padua–Fusina und die parallele Straße.
Ende des 19. Jahrhunderts erwarb der Kunstsammler Carlo Leone Baron Hirschel de Minerbi die Villa; 1906 kaufte er auch die Ca’ Rezzonico in Venedig. Er vermietete sie zeitweise dem Bankier Frédéric Emile Baron d’Erlanger, der sie renovierte. 1926 erwarb sie der Bonvivant Alberto Clinton Landsberg zusammen mit seinen Freunden Paul Rodocanachi und Catherine d’Erlanger (Schwiegertochter des früheren Mieters und Ehefrau des Bankiers Emile Beaumont Baron d’Erlanger) und ließ sie wiederum restaurieren; die Besitzer hielten dort große Sommersalons ab. Der jüdischstämmige Bankierssohn Bertie Landsberg musste 1939 vor den italienischen Faschisten fliehen, Kate d’Erlanger emigrierte nach Beverly Hills. Landsberg kehrte erst ab 1947 jedes Jahr für einige Wochen in die Villa zurück. 1965 erbte Claud, 4. Baron Phillimore, den Besitz. 1973 erwarb der Architekt und Architekturhistoriker Prof. Antonio („Tonci“) Foscari (* 1938) die Villa seiner Vorfahren und unterzog sie in Zusammenarbeit mit der venezianischen Villenbehörde einer sorgfältigen Renovierung. Die Villa ist seither wieder im Besitz der Grafen Foscari.
Seit 1996 gehört die Villa, zusammen mit den anderen Villen Palladios im Veneto, zum Weltkulturerbe der UNESCO.

## Name
Die Überlieferung hält hartnäckig an der Legende fest der Name „Malcontenta“, die Unzufriedene, gehe auf eine, wegen ehelicher Untreue, hierher verbannte Dame des Hauses Foscari zurück. Tatsächlich rührt der Name von einer weit vor der Errichtung der Villa zurückliegenden Unzufriedenheit her, nämlich dem Protest der Städte Padua und Piove di Sacco gegen die 1431 von Venedig angeordnete Grabung eines neuen Bettes für den Brentakanal, an dem heute das Dorf Malcontenta liegt.

## Architektur

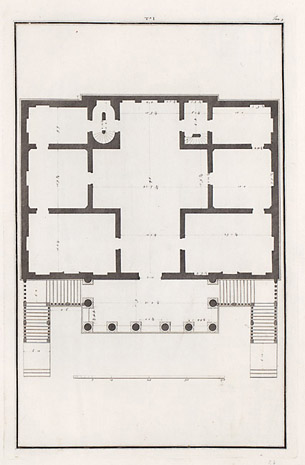
Villa Foscari Plan Bertotti Scamozzi 1781

Die Villa erscheint wie ein einfacher, lediglich mit einem graphisch wirkenden Putzmuster dekorierter Quader, dem jeweils eine Fassade vorgelagert ist. Sie verbindet Motive aus der venezianischen Bautradition mit der klassischen Architektur. Die Hauptfassade ist, wie auch bei den Palästen Venedigs der Wasserseite zugewandt. Eine Säulenvorhalle mit zehn ionischen Säulen trägt einen Dreiecksgiebel mit Zahnschnitt. Eine symmetrisch angeordnete zweiläufige Treppe führt auf die Höhe des hohen Sockels. Im Sockelgeschoss sind die gewölbten Wirtschaftsräume untergebracht. Das Hauptstockwerk wird von einem 2-stufigen Gesims abgeschlossen. Die Fassade der Gartenseite stellt eine der gelungensten architektonischen Leistungen Palladios dar. Die Verteilung der Fensteröffnungen lässt die Disposition der Innenräume erkennen. So bildet die mittlere Thermen-Fenstergruppe den Querschnitt des Hauptsaals ab und spendet dem zentralen kreuzförmigen Saal reichlich Licht. Dessen Decke bilden zwei sich kreuzende Tonnengewölbe. Die übrigen Fensteröffnungen sind streng rechtwinklig. Über dem Hauptstockwerk befindet sich ein Mezzanin. Den Abschluss bildet ein flaches Zeltdach mit Zwerchgiebel. Palladio verwendete bei seinen Villenbauten meist einfache, preiswerte Materialien. So wurde auch bei der Malcontenta verputztes Ziegelmauerwerk, selbst für die Säulen, verwendet. Palladio erweist sich auch hier als Meister, mit kostengünstigem Material monumentale Wirkung zu erzielen. Das Hauptgeschoss liegt drei bis vier Meter über dem Uferniveau, einem möglichen Hochwasser Rechnung tragend. Seitlich der Giebel sind heute verkürzte hohe Außenkamine.

## Innendekoration
Ein Teil der Fresken stammt von dem, von Palladio hochgeschätzten, Battista Franco und blieben nach dessen Tod 1561 unvollendet. Giovanni Battista Zelotti führte dann das Werk weiter. Auch seine Fresken sind nur in Resten vorhanden.

## Palladio über die Villa Malcontenta
Im II. Buch seiner „Vier Bücher über die Architektur“ schreibt Palladio über sein Werk:

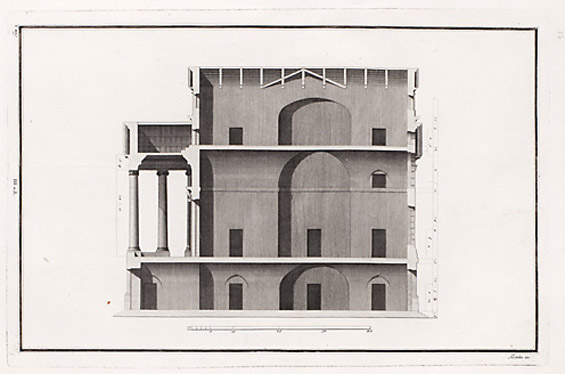
Villa Foscari Schnitt Bertotti Scamozzi 1781

„Nicht weit von Gambarare am Brenta liegt das folgende Gebäude der Herrn Nicolò und Luigi von Foscari. Dieses Haus erhebt sich elf Fuß über dem Erdboden. In seinem unteren Teil liegen Küchen und ähnliche Räume, die wie auch die oberen gewölbt sind. Bei den größeren Räumen richten sich die Gewölbe nach der ersten Art der Gewölbehöhen. Die quadratischen haben ein Kuppelgewölbe, über den Kämmerchen sind Mezzanine eingerichtet. Das Gewölbe des Hauptsaals ist ein Kreuzgewölbe von halbkreisförmigen Durchmesser und ist so hoch wie der Hauptsaal breit ist. Es ist mit ausgezeichneten Malereien von Battista Veneziano ausgeschmückt. Battista Franco, ein großer Maler unserer Zeit, hätte selbst noch mit der Ausschmückung der großen Zimmer begonnen, aber vom Tode überrascht ließ er das Werk unvollendet. Die Loggia ist von ionischer Ordnung. Das Gesims umläuft das ganze Haus und formt den Giebel über der Loggia und auf der gegenüberliegenden Seite. Unter der Traufe befindet sich ein weiteres Gesims, das über die Fassade hinweg läuft. Die oberen Räume sind wegen ihrer Tiefe Mezzaninen ähnlich, da sie nur acht Fuß hoch sind.“ ()

## Literatur

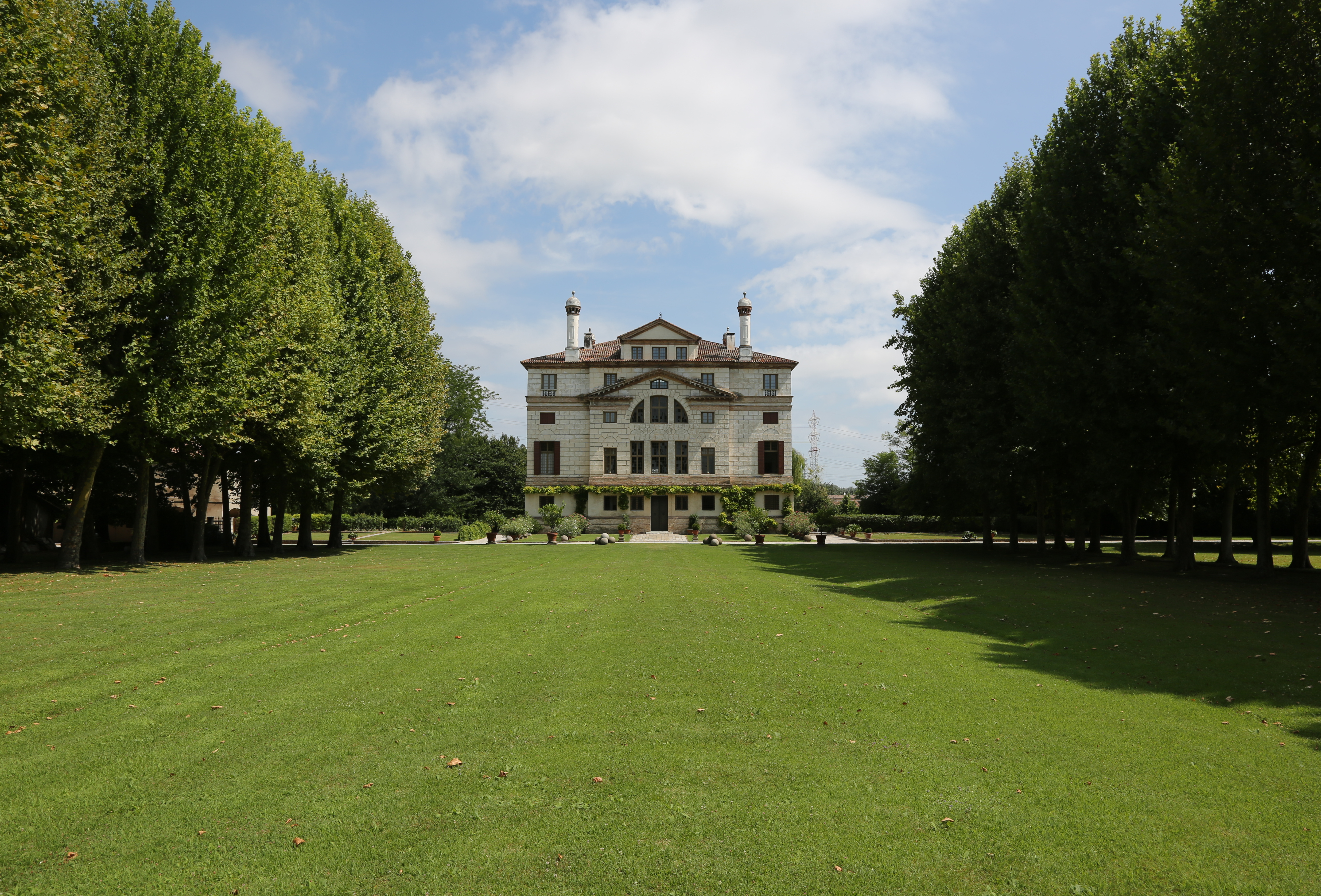
Blickachse auf die Rückseite